# Giacomo Micaglia
Giacomo Micaglia (em latim Jacobi Micalia, em croata Jakov Mikalia) (Peschici, 31 de março de 1601 – Sassello, 1 de dezembro de 1654), jesuíta, foi um humanista italiano, latinista e lexicógrafo da língua croata, nascido e criado em Peschici, uma vila da costa nordeste do Gargano, na região italiana de Apúlia.

## Obras
Sua obra mais importante é o dicionário de sinônimos e dicionários de língua croata, italiano e latim, em que as palavras são traduzidas em italiano e latim. Foi impresso pela primeira vez em Loreto em 1649, mas foi completada com um melhor de imprensa em 1651, em Ancona. O dicionário é um projeto dos jesuítas, a ser uma ferramenta contra a Reforma Protestante nos Balcãs.
Muitos historiadores croatas consideram este o primeiro dicionário que contém de palavras em croata. Neste dicionário, a língua croata é chamada, no entanto, ilíria, e tem uma diferença importante para a linguagem corrente croata.